# ليروي هيرد
ليروي هيرد (بالإنجليزية: LeRoy Hurd)‏ مواليد 26 مايو 1980 في باسكاغولا، هو لاعب كرة سلة أمريكي. بدأ مسيرته الاحترافية في سنة 2004. يبلغ طوله 6 قدم 8 بوصة (2.0 م).

## المسيرة الاحترافية
لعب مع سوتور باسكت مونتيجرانارو في موسم 2005–2006، ثم لعب مع تيرامو باسكت في الدوري الإيطالي في موسم 2006–2007، ثم لعب مع سباستياني باسكت رييتي في موسم 2007–2008، ثم لعب مع فيكتوريا يبرتاس بيزارو في الدوري الإيطالي في موسم 2008–2009، ثم لعب مع فيرتوس بالاكانسترو بولونيا في موسم 2009–2010، ثم لعب مع الكويت في موسم 2010–2011، ثم لعب مع النادي الأهلي في موسم 2011–2012.

## روابط خارجية
- ليروي هيرد على موقع كرة السلة الأوروبية.كوم (الإنجليزية)
- ليروي هيرد على موقع كلية كرة السلة في سبورتس رفرنس.كوم (الإنجليزية)
- ليروي هيرد على موقع ريلجم (الإنجليزية)
- ليروي هيرد على موقع بروبوليرز (الإنجليزية)
- ليروي هيرد على موقع سبورتس رفرنس (الإنجليزية)
- ليروي هيرد على موقع سبورتس رفرنس (الإنجليزية)